# ريجيس (لاعب كرة قدم مواليد 1976)
ريجيس (بالبرتغالية: Régis Amarante de Lima Quadros‏) هو مدرب كرة قدم ولاعب كرة قدم برازيلي في مركز الدفاع، ولد في 3 أغسطس 1976 في بورتو أليغري في البرازيل. لعب مع نادي إنترناسيونال ونادي برازيليا ونادي بونتي بريتا ونادي جوفنتودي ونادي ساتورن رامنسكوي ونادي ساو باولو ونادي فلومينينسي ونادي فيبورج ونادي كروزيرو ونادي كوريتيبا.

## وصلات خارجية
- ريجيس (لاعب كرة قدم مواليد 1976) على موقع قاعدة بيانات كرة القدم.إي يو (الإنجليزية)